# الجرن (الحديدة)

تعديل مصدري - تعديل

الجرن هي إحدى قرى مديرية برع، التابعة لمحافظة الحديدة اليمنية، بلغ تعداد سكانها 1179 نسمة حسب الإحصاء الذي جرى عام 2004.